# Elwira Herman
Elwira Uladsimirauna Herman (belarussisch Эльвіра Уладзіміраўна Герман, englische Transkription Elvira Herman; * 9. Januar 1997 in Pinsk) ist eine belarussische Hürdenläuferin, die sich auf die 100-Meter-Distanz spezialisiert hat. Ihren größten Erfolg feierte sie mit dem Gewinn des Europameistertitels im Jahr 2018 sowie die Goldmedaille bei den Europaspielen 2019.

## Sportliche Laufbahn
Ihren ersten Wettkampf bei internationalen Meisterschaften bestritt Elwira Herman beim Europäischen Olympischen Jugendfestival 2013 in Utrecht, bei dem sie die Bronzemedaille gewann. 2014 erfolgte die Teilnahme an den zweiten Olympischen Jugendspielen in Nanjing, bei denen sie die Silbermedaille hinter der Französin Laura Valette gewann. 2015 gewann sie die Goldmedaille bei den Junioreneuropameisterschaften im schwedischen Eskilstuna. 2016 qualifizierte sie sich für die Europameisterschaften in Amsterdam, bei denen sie das Halbfinale erreichte. Wenige Wochen später setzte sie sich bei den U20-Weltmeisterschaften überraschend gegen die Konkurrenz aus den Vereinigten Staaten und der Nigerianerin Tobi Amusan durch und gewann mit neuem Meisterschaftsrekord und Junioreneuroparekord von 12,85 Sekunden die Goldmedaille.
2017 erfolgte die Teilnahme an den Halleneuropameisterschaften in Belgrad, bei denen sie in das Semifinale über 60 m Hürden gelangte. Bei den U23-Europameisterschaften in Bydgoszcz lief sie unter 13 Sekunden und musste sich damit nur der Niederländerin Nadine Visser geschlagen geben. Im August nahm sie an den Weltmeisterschaften in London teil und erreichte dort das Halbfinale. Bei den Weltstudentenspielen in Taipeh zwei Wochen später gewann die Studentin der Belarussischen Staatsuniversität für Sportkultur ebenfalls die Silbermedaille hinter Visser. 2018 qualifizierte sich Herman für die Hallenweltmeisterschaften in Birmingham, bei denen sie mit 8,06 s im Halbfinale ausschied. Bei den im gleichen Jahr in Berlin stattfindenden Europameisterschaften gewann sie die Goldmedaille in 12,67 s vor den beiden Deutschen Pamela Dutkiewicz und Cindy Roleder.
2019 gewann Herman bei den Halleneuropameisterschaften in 8,00 s die Bronzemedaille und musste sich dort der Niederländerin Visser sowie Cindy Roleder aus Deutschland geschlagen geben. Ende Juni siegte sie dann bei den Europaspielen im heimischen Minsk in 12,86 s über 100 m Hürden und verbesserte kurz darauf bei den U23-Europameisterschaften in Gävle den Meisterschaftsrekord auf 12,70 s und gewann damit ebenfalls Gold. Sie qualifizierte sich damit erneut für die Weltmeisterschaften in Doha im Oktober, bei denen sie bis in das Halbfinale gelangte und dort mit 12,78 s ausschied. 2020 siegte sie beim Memoriał Kamili Skolimowskiej in 12,87 s und anschließend auch beim Leichtathletik-Meeting „Anhalt 2020“ in 12,85 s. Im Jahr darauf schied sie dann bei den Halleneuropameisterschaften in Toruń mit 8,07 s im Halbfinale über 60 m Hürden aus. Anfang Juni siegte sie in 12,93 S beim Meeting International de Montreuil und kurz darauf wurde sie bei der Golden Gala Pietro Mennea in Florenz in 12,85 s Dritte. Bei der Team-Europameisterschaft in Cluj-Napoca steigerte sie sich auf 12,62 s und siegte dann in 13,15 s beim Memoriał Ireny Szewińskiej. Im August gelangte sie bei den Olympischen Sommerspielen in Tokio bis ins Halbfinale und schied dort mit 12,71 s aus. Zudem verpasste sie mit der belarussischen 4-mal-400-Meter-Staffel mit 3:33,00 min den Finaleinzug.
In den Jahren von 2017 bis 2021 wurde Herman belarussische Meisterin im 100-Meter-Hürdenlauf im Freien sowie 2017 und 2019 sowie 2021 und 2022 Hallenmeisterin über 60 m Hürden.

## Persönliche Bestzeiten
- 100 m Hürden: 12,62 s (+1,3 m/s), 20. Juni 2021 in Cluj-Napoca
  - 60 m Hürden (Halle): 7,91 s, 12. Februar 2021 in Mahiljou